# ليونيل ديفيس
ليونيل ديفيس (بالإنجليزية: Lionel Davis)‏ هو ناشط جنوب أفريقي، ولد في 1936 في كيب تاون في جنوب أفريقيا.